# Corgatha dipyra
Corgatha dipyra là một loài bướm đêm thuộc họ Erebidae. Nó được tìm thấy ở Úc.